# Phil Jagielka
Philip Nikodem "Phil" Jagielka (født 17. august 1982 i Manchester, England) er en engelsk fodboldspiller, der spiller for Everton FC i den engelske Premier League. Han har spillet for klubben siden sommeren 2007, hvor han kom til fra Sheffield United.

## Landshold
Jagielka står (pr. 20. november 2013) noteret for 24 kampe for England, som han debuterede for den 1. juni 2008 mod Trinidad og Tobago.